# واشه (شازند)

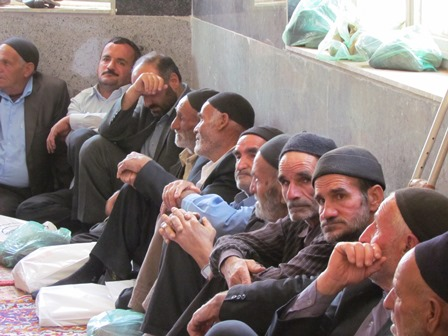
شرکت مردم در یادواره شهدای دوران دفاع مقدس

واشه روستایی در استان مرکزی و از توابع شهرستان شازند است که در میان شهر اراک و شازند واقع شده‌است. گویش مردمان این روستای زیبا به زبان ترکی است. واشه بیش از هزار نفر جمعیت دارد؛ شغل بیشتر مردم این دهکده کشاورزی است که امروزه، کارهای عمرانی نیز بدان افزوده شده است. محصولات کشاورزی واشه، شامل گندم، جو، انگور، بادام و گردو و... است.
از نظر جغرافیایی، سه طرف این روستا با کوه احاطه شده و بلندترین کوه آن که در جنوب روستا واقع شده که مشهور به کوه رازان است. 
همسایگان این روستا، از جنوب بازنه و از غرب باغ بر آفتاب و از شمال سیرکند و از شرق روستاز سال ۱۳۹۱ یکی از روستاهای تابع شهر جدید شهباز قرار گرفت.از واشه جاده ای خاکی از میان کشتزارها به چملر و سپس بعد از گذر از گردنه ای به سمت سیرکن ادامه می یابد. چملر دارای چشمه آبی است که در کنارش گوسفند سرا است. مسیر پیمایش پیاده واشه به سیرکن حدود چهار ساعت است و شیب ملایمی دارد. از روی گردنه چملر، شهرهای گوار و عقیل آباد دیده می شود. این مسیر همچنین چشم انداز جذابی از قله شهباز، چکاد گذر راسوند و قله الوند استان مرکزی دارد.
واشه دارای ۱۵۰۰ تن جمعیت و ۲۵۲ خانواده است. ارتفاع روستا از سطح دریا ۲۱۶۸ متر است.
شکل کلی طبیعی روستای واشه دهستان قره کهریز بصورت کوهستانی، دره‌ای یا تپه‌ای می‌باشد. و راه زمینی این روستا بصورت جاده آسفالته به طول ۶ کیلومتر از جاده اصلی شهر شهباز می‌باشد.
روستای واشه دارای زمین ورزشی، مسجد، حسینیه، مدرسه، شبکه سراسری برق، گاز لوله کشی، آب لوله کشی، دسترسی عمومی به اینترنت، پخش سراسری صدا و سیما و رادیو، دسترسی به وسیله نقلیه عمومی، بقالی و سوپر مارکت، میوه فروشی،نانوایی، پست بانک، بهداری، نجاری، لبنیاتی است.

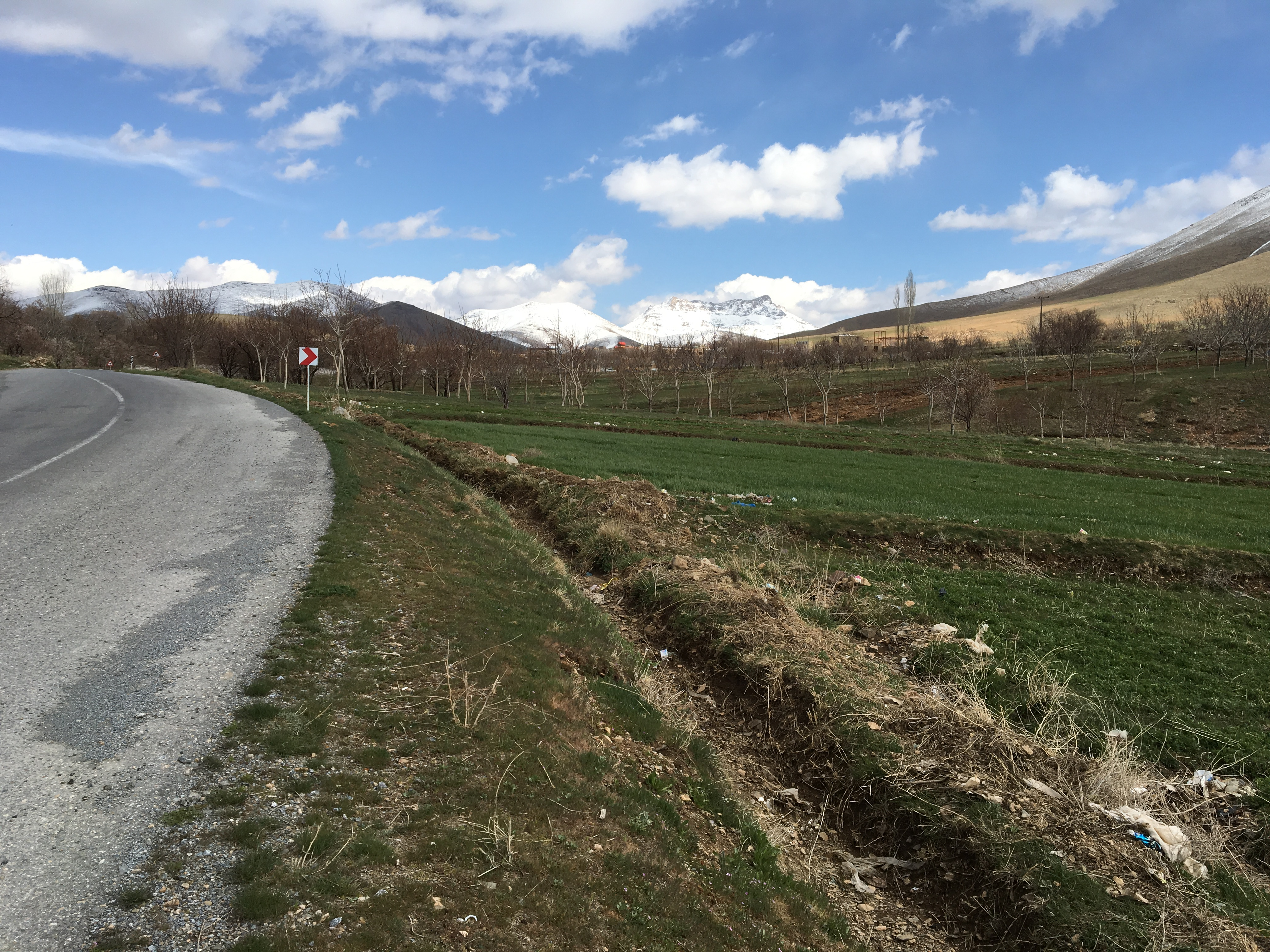
ورودی روستای واشه

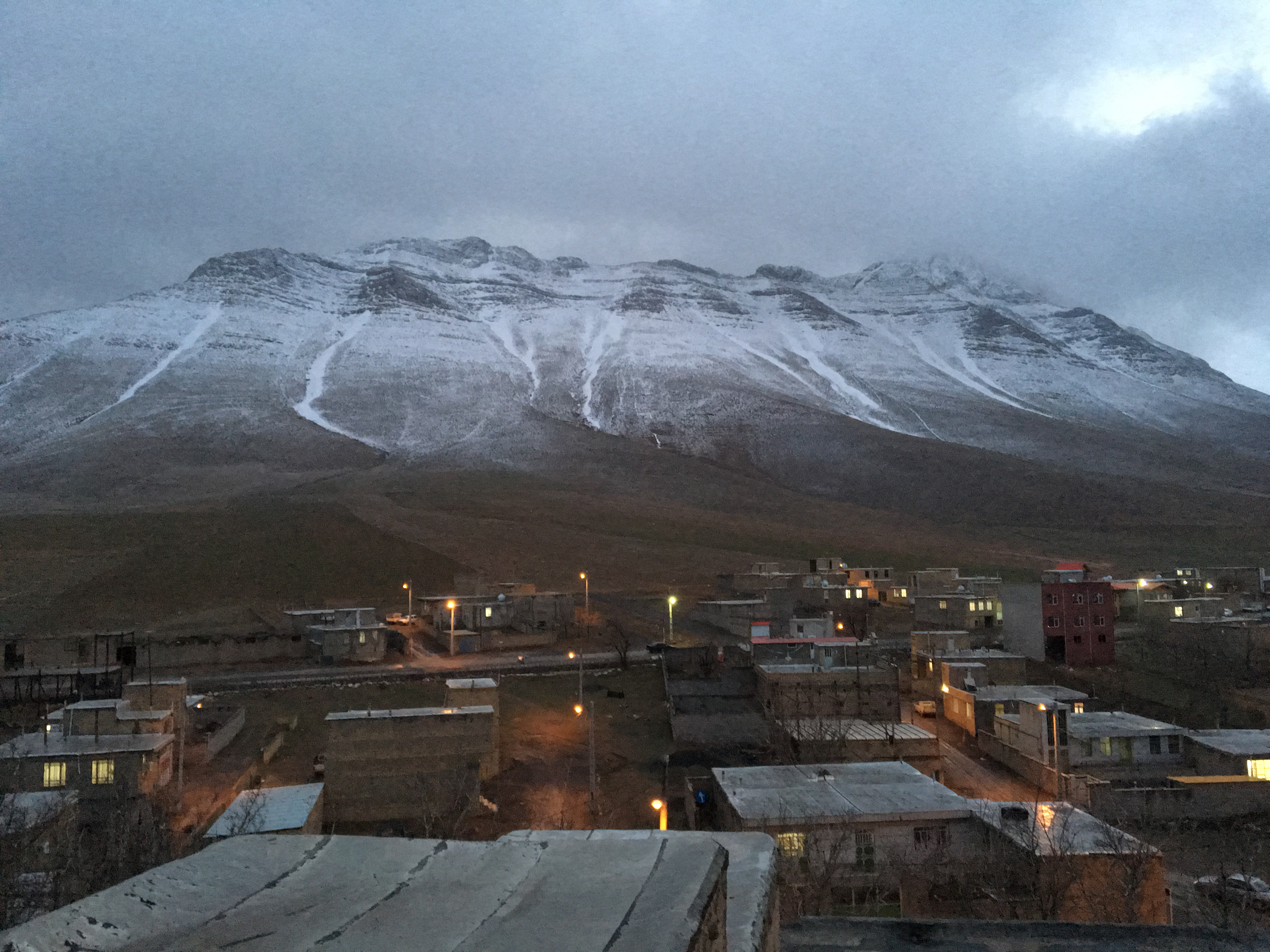
زمستان در روستای واشه

 تصاویر مربوط به دهه ۵۰ از واشه
تصویر دیگری از دهه ۵۰ روستای واشه